# Chiquixpac Sección II
Chiquixpac Sección II är en ort i Mexiko.   Den ligger i kommunen Tianguistenco och delstaten Mexiko, i den sydöstra delen av landet, 40 km sydväst om huvudstaden Mexico City. Chiquixpac Sección II ligger 2 839 meter över havet och antalet invånare är 654.
Terrängen runt Chiquixpac Sección II är lite bergig, och sluttar västerut. Runt Chiquixpac Sección II är det ganska tätbefolkat, med 207 invånare per kvadratkilometer. Närmaste större samhälle är San Mateo Atenco, 19,3 km nordväst om Chiquixpac Sección II. I omgivningarna runt Chiquixpac Sección II växer i huvudsak blandskog.